# مارك جوناثان هاريس
مارك جوناثان هاريس (بالإنجليزية: Mark Jonathan Harris)‏ هو كاتب سيناريو ومنتج أفلام وصحفي ومخرج أمريكي، ولد في 1941.

## قائمة الأعمال
- دارفور الآن (2007)، منتج.
- أطباء الجانب المظلم (2011)، كاتب سيناريو.

## وصلات خارجية
- الموقع الرسمي
- مارك جوناثان هاريس على موقع IMDb (الإنجليزية)
- مارك جوناثان هاريس على موقع ألو سيني (الفرنسية)
- مارك جوناثان هاريس على موقع قاعدة بيانات الفيلم (الإنجليزية)